# Pestalotiopsis microspora
Pestalotiopsis microspora é uma espécie de fungo endófito que é capaz de quebrar e digerir materiais plásticos à base de poliuretano. Sendo originalmente identificado em folhas de hera (Hedera helix) em Buenos Aires, ele também causa lesões em folhas de Hypericum patulum no Japão.
A degradação do poliuretano causada pelo fungo foi descoberta em duas estirpes diferentes de P. microspora isoladas do caule de plantas na Floresta Nacional de Yasuni, na floresta amazônica equatoriana, por um grupo de pesquisadores liderados pelo bioquímico molecular professor Scott Strobel durante a anual Rainforest Expedition and Laboratory, proporcionada pela Universidade de Yale. Esse fungo é a primeira espécie de fungo descoberta capaz de sobreviver no poliuretano em condições anaeróbicas. Isso torna o fungo um candidato em potencial para projetos de biorremediação envolvendo grandes quantidades de plástico à base de poliuretano.
Pestalotiopsis microspora foi descrito originalmente na Argentina pelo micologista Carlo Luigi, em 1880, que o nomeou de Pestalotia microspora.

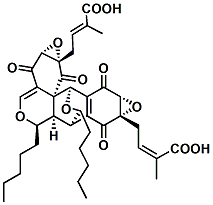
Torreyanic acid

Em 1996, Julie C. Lee isolou pela primeira vez o ácido torreyânico a partir do P. microspora, e percebeu que o fungo é, provavelmente, a causa da queda da população de Torreya taxifolia, uma espécie de árvore nativa da Flórida, no sul dos Estados Unidos.